# Pfändertunnel
Der Pfändertunnel ist ein Autobahntunnel im Verlauf der österreichischen Rheintal/Walgau Autobahn A 14 und dient als Umfahrung der Vorarlberger Landeshauptstadt Bregenz. Der Tunnel unterquert den 1064 m hohen Pfänder und bildet das maßgebliche Verbindungsstück zwischen der österreichischen A 14 und der deutschen A 96. Um den Raum Bregenz vom Vignetten-Ausweichverkehr zu entlasten, ist die Autobahn durch den Pfändertunnel und den folgenden 23 Kilometern bis Hohenems, welches an der Grenze zur Schweiz liegt, seit dem 15. Dezember 2019 mautfrei.

## Geschichte

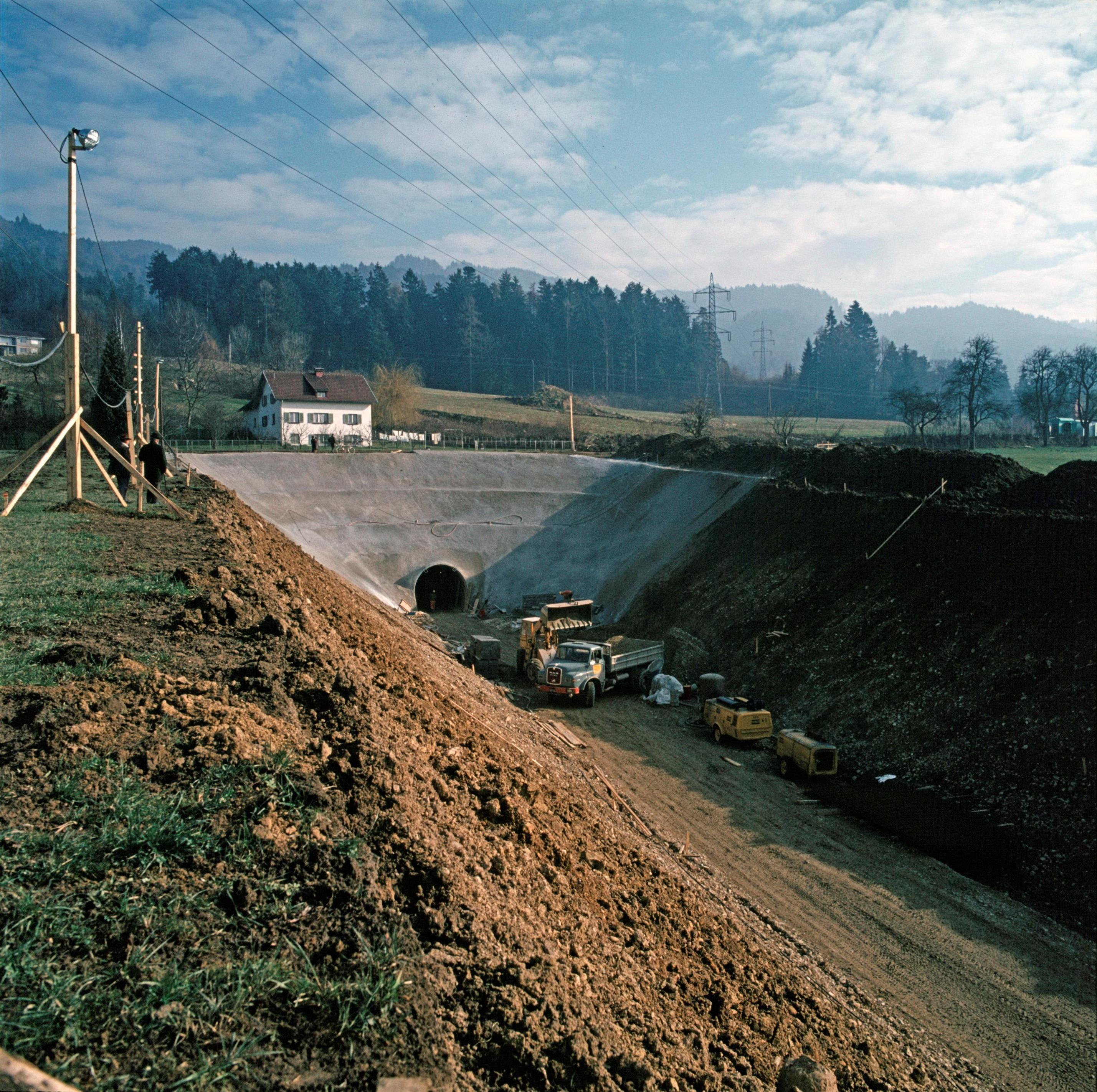
Richtstollen des Pfändertunnels am späteren Nordportal im Frühjahr 1975

Im Jahr 1973 wurde nach mehrjährigen Vorbereitungsarbeiten die Planung des Pfändertunnels begonnen. Bereits im Jahr darauf konnte die Errichtung des Richtstollens ausgeschrieben werden, der am 27. September in Bregenz angeschlagen und am 4. Dezember 1975 durchgeschlagen wurde. Der Vollausbruch des Tunnels begann im Herbst 1976. Gleichzeitig wurden auch Zufahrten von der Staatsgrenze und bis zur Anschlussstelle Dornbirn-Nord gebaut. Der schließlich 6718 Meter lange Tunnel wurde am 10. Dezember 1980 dem Verkehr übergeben. Er wurde zunächst aus Kostengründen nur im Halbausbau (einröhrig) gebaut und hatte zum Zeitpunkt seiner Verkehrsfreigabe noch keine Anbindung an die Landeshauptstadt selbst. Bregenz selbst wurde erst vier Jahre später, im Jahr 1984, mit Eröffnung des Zubringers Citytunnel direkt an die Autobahn angeschlossen. Am 10. April 1995 kam es zu einem schweren Verkehrsunfall. Ein Autofahrer aus Italien stieß aufgrund eines Sekundenschlafs mit einem LKW zusammen. Eine dreiköpfige Urlauberfamilie aus Deutschland kam ums Leben, vier Personen wurden verletzt. Der Brand und das Unglück im Mont Blanc-Tunnel 1999 waren mit ursächlich für den Bau der zweiten Tunnelröhre.
Planungen zur Errichtung einer zweiten Tunnelröhre für den Pfändertunnel konnten erst begonnen werden, nachdem im Jahr 2001 das Verkehrskonzept des Landes Vorarlberg geändert worden war, das bis dato eine Pförtnerwirkung für den Pfändertunnel vorgesehen hatte. Seit der Verkehrsfreigabe der Ambergtunnel-Oströhre im Jahr 2003 war er der einzige Teil der A14 mit nur jeweils einer Richtungsfahrbahn in beide Richtungen. Im Durchschnitt befuhren den Tunnel im Jahr 2009 28.396 Fahrzeuge am Tag. Damit war der Pfändertunnel vor der Freigabe der zweiten Tunnelröhre der am stärksten befahrene einröhrige Überlandtunnel Österreichs.

### Ausbau zweite Tunnelröhre
Der Spatenstich für die zweite Tunnelröhre erfolgte am 28. April 2006 mit dem Bau einer Brücke am Südportal, welche im Jänner 2007 fertiggestellt wurde. Nach Änderung der Ausschreibung (Zulassung eines Angebots für Bau mit Tunnelbohrmaschine) verzögerte sich der Baubeginn des Tunnels selbst von September 2006 auf November 2007. Am 8. September 2008 begann der Maschinenvortrieb für die Errichtung der Weströhre mittels Tunnelbohrmaschine. Der Maschinenvortrieb für die Errichtung der zweiten Pfänderröhre sollte rund elf Monate in Anspruch nehmen, der Durchstich war nach Verzögerungen wegen Gesteinsproblemen jedoch nach vierzehn Monaten am 4. November 2009. Der rund 200 Tonnen schwere Bohrkopf mit einem Durchmesser von knapp 12 Metern hatte sich hierbei mit durchschnittlich 20 Meter pro Tag durch den Berg gebohrt. Die Querverbindungen zwischen den beiden Tunnelröhren sowie die Anbindungen an die Lüftungsschächte wurden in konventionellem Sprengvortrieb aufgefahren. Für den gesamten Vortrieb wurden rund 23 Monate angesetzt. Dann folgten der Ausbau der Innenschale, Betonfahrbahn und die Installation der elektromaschinellen Einrichtungen (Belüftung, Beleuchtung, Tunnelfunk).
Beim Bau der zweiten Röhre wurde ein 110 kV-Erdkabel vom Umspannwerk Bregenz-Rieden nach Lindau in diese gelegt, um bei einem Ausfall der von Bregenz über den Pfänder nach Lindau führenden 110 kV-Freileitung eine Reserveleitung zu haben.
Am 26. Juni 2012 wurde die zweite Röhre des Pfändertunnels dem Verkehr übergeben, dann wurde die Bestandsröhre generalsaniert und dem letzten Stand der Technik angepasst. Die Kosten für den Vollausbau betrugen inklusive der Generalsanierung der bestehenden Tunnelröhre etwa 205 Millionen Euro. Der Tunnel mit jeweils zwei Richtungsfahrbahnen wurde in der Nacht vom 3. auf den 4. Juli 2013 für den Verkehr freigegeben.
Eine Besonderheit ergab sich während der Bauarbeiten hinsichtlich der auf österreichischen Autobahnen und Schnellstraßen geltenden Vignettenpflicht: Vom 1. September 2008 bis Eröffnung der zweiten Tunnelröhre am 3. Juli 2013 durfte die A 14 ab der deutschen Grenze für ca. 23 km inklusive des Pfändertunnels und der Umgehung Bregenz neben den normalen Autobahnvignetten (10 Tage, 2 Monate oder 1 Jahr gültig) auch mit einer günstigeren, 24 Stunden gültigen Korridorvignette befahren werden. Seit dem 4. Juli 2013 mussten Autofahrer auf der Durchfahrt in die Schweiz wieder mindestens die 10-Tages-Vignette kaufen; die Korridorvignette wurde abgeschafft.
Insbesondere Transitfahrer in die Schweiz wählten daher häufig in den 39 Jahren nach Fertigstellung der ersten Röhre weiterhin den Weg durch den Ort. Die Belastung für die Anwohner durch Lärm, Abgase und durch Staus war stark.
Mit einem Beschluss des österreichischen Nationalrats wurde die Strecke der Autobahn A 14 zwischen Hörbranz und Hohenems / Diepoldsau und damit auch der Pfändertunnel von der Vignettenpflicht für PKW und Motorräder ausgenommen. Schließlich ist daher seit dem 15. Dezember 2019 der Pfändertunnel mautfrei befahrbar.
Eine Ersatzmaut i. H. v. 120 EUR (Stand: Mai 2024) wird fällig, falls die A14 ohne Vignette bis zur Ausfahrt Hohenems / Altach - Götzis benutzt wird (automatische Vignettenkontrolle).

### Entwicklung des Verkehrsaufkommens seit 2008
Durchschnittlich durchfuhren den Tunnel bzw. die Tunnel pro Tag:
| Jahr | KFZ < 3,5t  | KFZ > 3,5t  | KFZ Gesamt  |
| ---- | ----------- | ----------- | ----------- |
| 2008 | 24.381      | 3.542       | 27.923      |
| 2009 | 25.029      | 3.371       | 28.400      |
| 2010 | 23.847      | 3.626       | 27.473      |
| 2011 | 25.215      | 3.630       | 28.844      |
| 2012 | 25.476      | 3.532       | 29.008      |
| 2013 | keine Daten | keine Daten | keine Daten |
| 2014 | 30.103      | 3.637       | 33.740      |
| 2015 | 32.414      | 3.617       | 36.031      |
| 2016 | 34.152      | 3.836       | 38.020      |
| 2017 | 35.314      | 3.880       | 39.195      |
| 2018 | keine Daten | keine Daten | keine Daten |
| 2019 | 36.755      | 4.146       | 40.901      |
| 2020 | 26.255      | 3.938       | 30.193      |
| 2021 | 27.652      | 4.289       | 31.941      |
| 2022 | 37.827      | 4.404       | 42.231      |
| 2023 | 41.521      | 4.017       | 45.538      |
| 2024 | 42.654      | 3.806       | 46.460      |

(Quelle: Dauerzählstellen der ASFINAG)

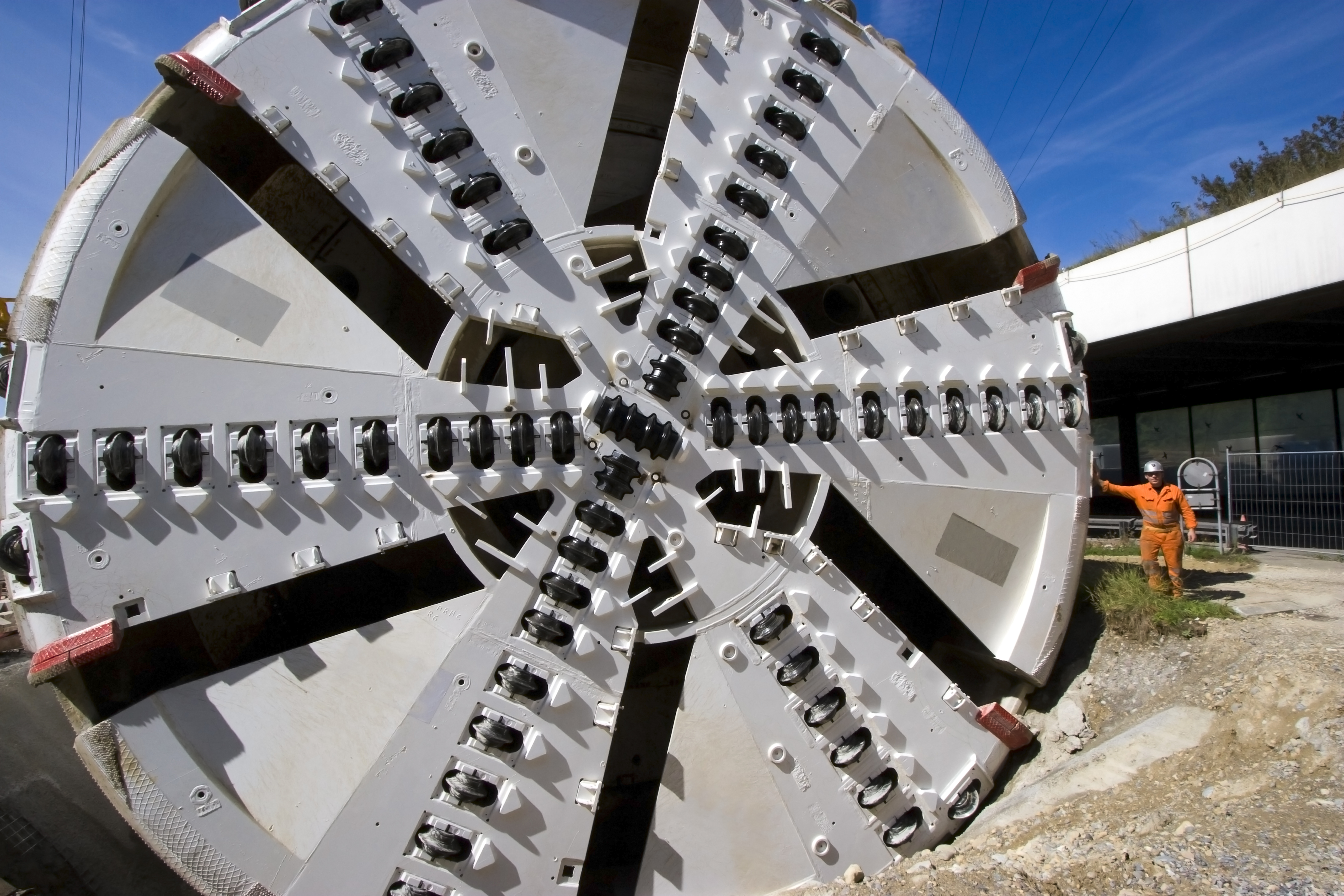
Bohrkopf der Tunnelbohrmaschine für die 2. Röhre vor dem Andrehen
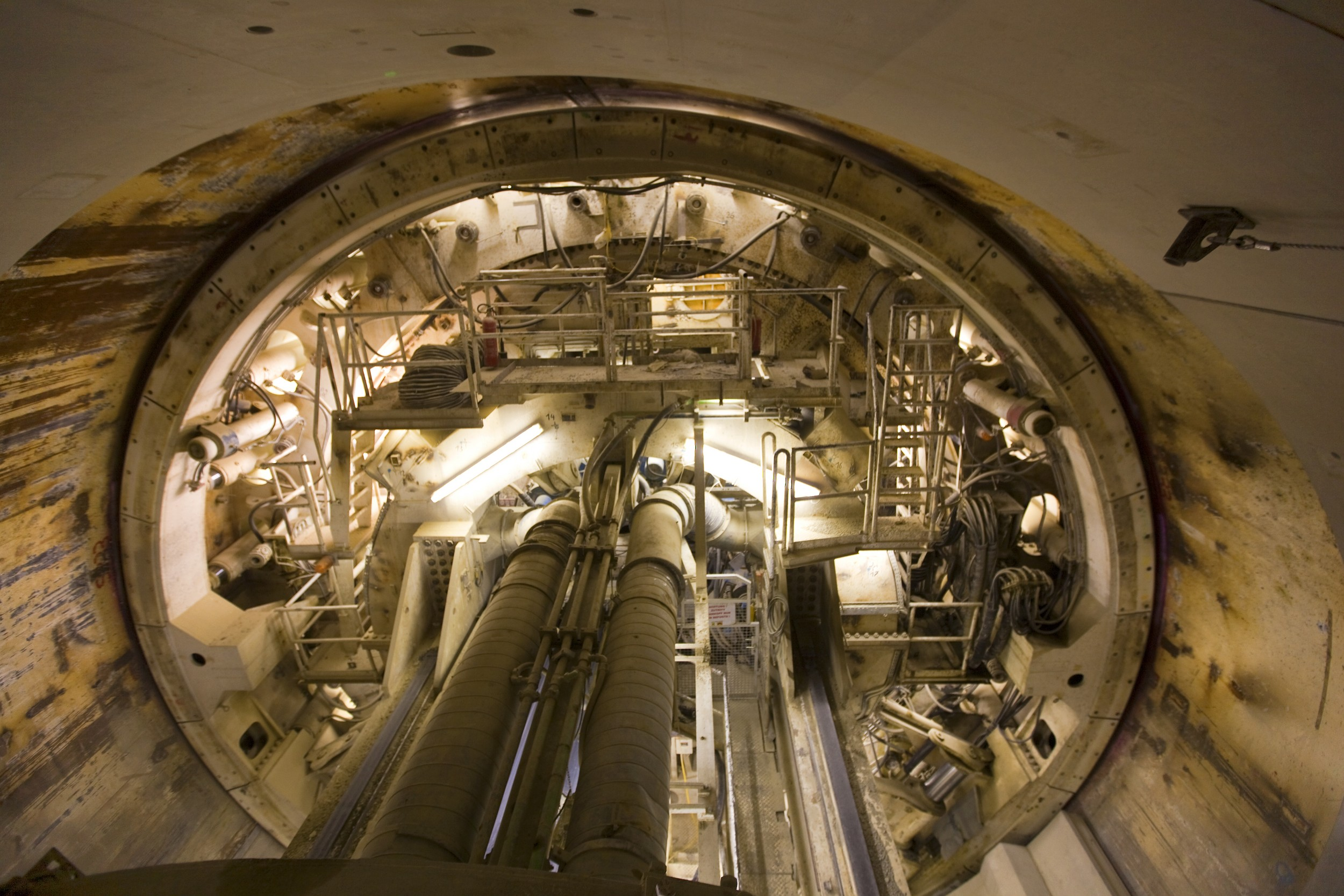
Kopf der Tunnelvortriebsmaschine im Pfänder
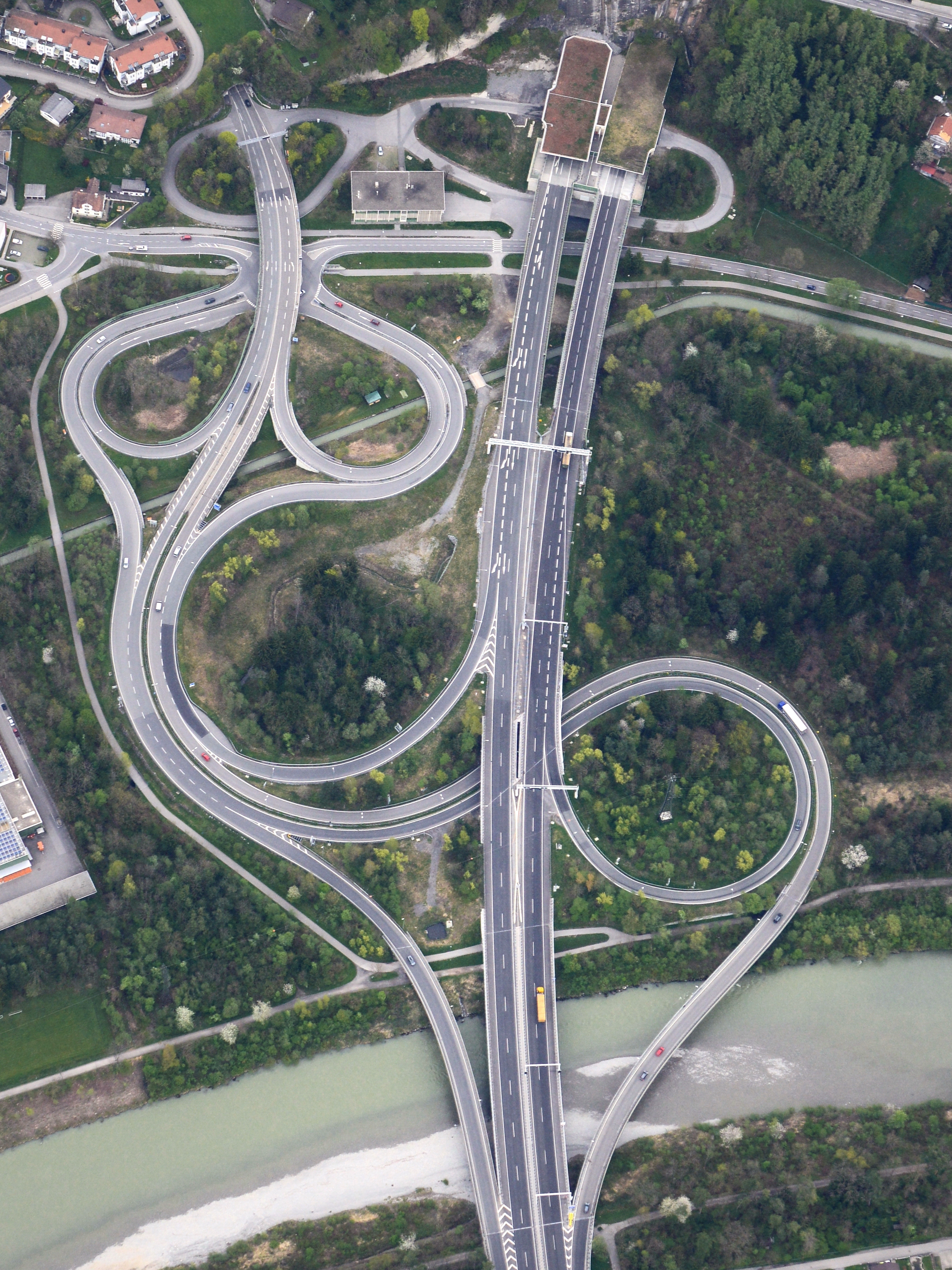
Südportal des Pfändertunnels mit Weidachknoten im April 2014
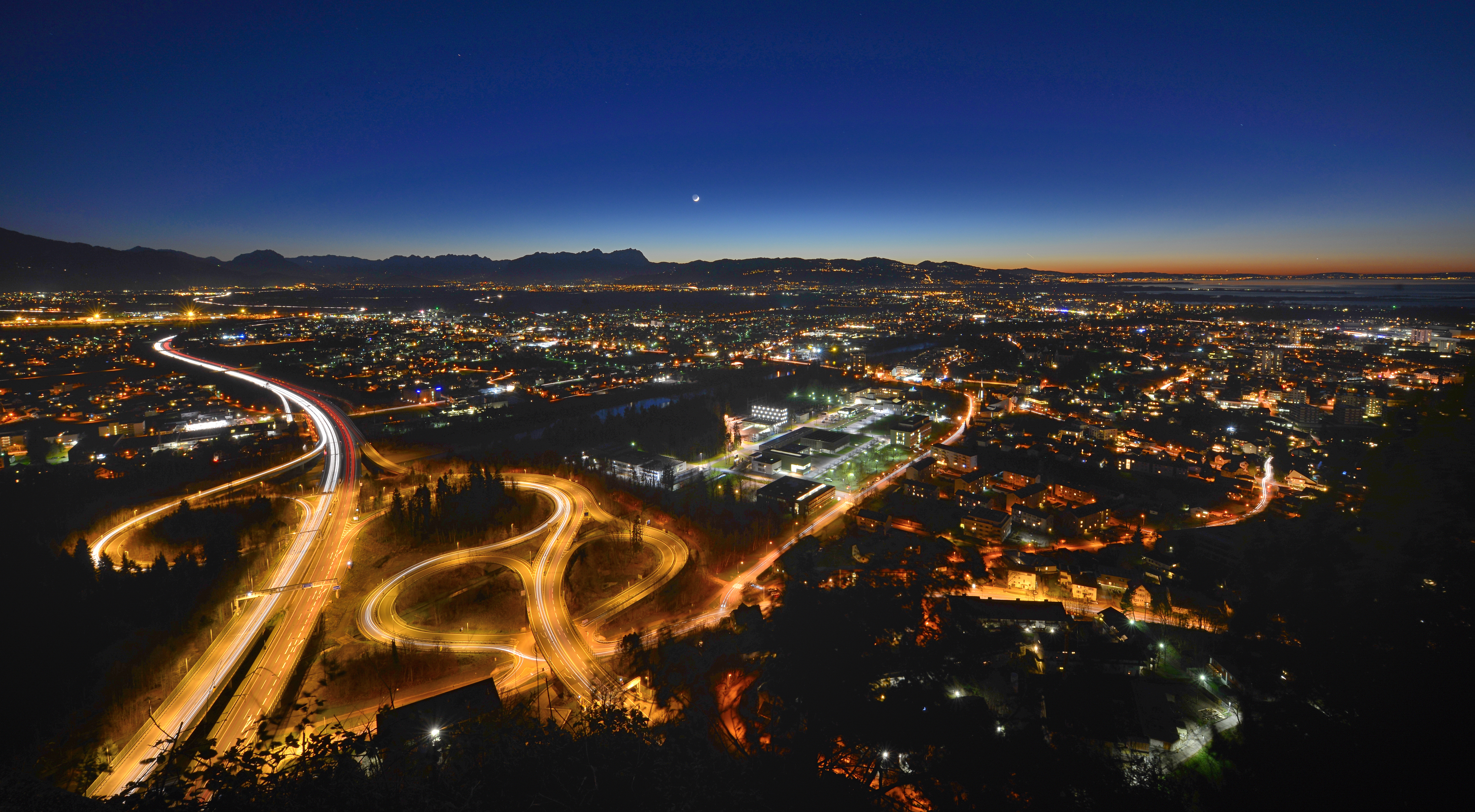
A14 Rheintalautobahn gesehen vom Gebhardsberg
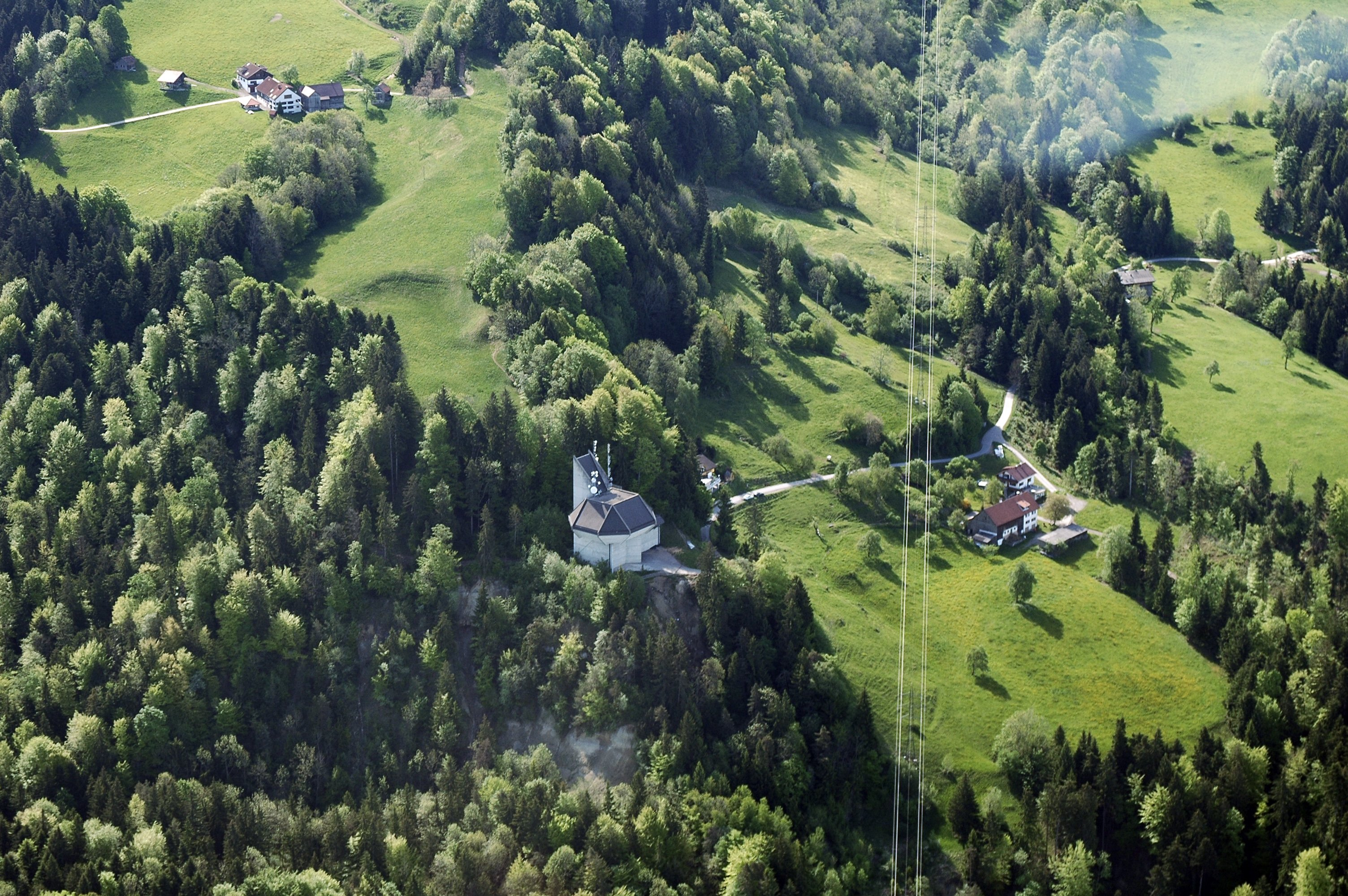
Pfändertunnel Lüftungsschacht im Gemeindegebiet von Lochau

## Sicherheitseinrichtungen
Im Tunnel sind folgende Sicherheitseinrichtungen vorhanden:
- 54 Feuerlöschnischen (Feuerlöscher und Hydranten): alle 106 m
- 40 Notrufnischen (Notruftelefone und Feuerlöscher): alle 212 m
- 7 Pannenbuchten: alle 848 m
- Betondecke als (nicht brennbarer) Fahrbahnbelag
- Notruf- und Fluchtwegkennzeichnung
- Helle reflektierende Tunnelwand-Beschichtung (bis zu 4,5 m Höhe) – Einfahrts-, Durchfahrts- und Notbeleuchtung
- Tunnelfunkanlage für Verkehrsfunk, Einsatzkräfte und Betrieb

Es gibt zwei Portalfeuerwehren für den Pfändertunnel, die mit jeweils drei speziellen Tunnelfahrzeugen ausgestattet sind. Dies ist zum einen die Freiwillige Feuerwehr Lochau mit einem RLFA-T, LFBA-T und TLFA-T und zum anderen die Feuerwehr Bregenz Rieden mit einem RLFA-T, LFBA-T, TLFA-T mit dem LUF60. Alle diese Fahrzeuge sind mit jeweils drei Langzeitatemschutzgeräten, hydraulischen Rettungsgeräten und Wärmebildkameras ausgestattet.
Die Feuerlöschnischen an den Pannenbuchten verfügen zusätzlich über Schlauchhaspelsysteme, die auch Laien den Einsatz der Löschpistolen ermöglichen. Alle 394 bis 448 Meter bestehen insgesamt 15 Querschläge, die im Notfall eine Flucht in die nicht betroffene Röhre ermöglichen. Einer davon ist mit EU-Sattelzügen, sechs weitere sind mit Einsatzfahrzeugen befahrbar. Die Tunnellüftung erfolgt über eine Vollquerlüftung: Über einer Zwischendecke befinden sich eigene Kanäle für Zu- und Abluft. Sie werden über zwei vertikale Schächte gespeist. Beidseits der Fahrbahn befinden sich erhöhte Seitenstreifen mit 1 Meter Breite, am Rand versehen mit selbstleuchtenden LED-Leiteinrichtungen (in Fahrtrichtung links weiß, rechts rot). Diese Randmarkierungen blinken im Ereignisfall (z. B. Pannenbucht belegt).
Für den Betrieb des Tunnels werden jährlich 3500 MWh Strom gebraucht. 2024 will die Asfinag Solarzellen an den Portalen installieren und damit 700 MWh/a gewinnen.

### Internationaler Tunneltest
Im Jahr 2015 erreichte der Pfändertunnel beim internationalen Tunneltest durch ÖAMTC und ADAC die Bestnote „sehr gut“.